# Politique étrangère du Sénégal
La politique étrangère du Sénégal voulue par Léopold Sédar Senghor a globalement été suivie par ses deux successeurs, Abdou Diouf et Abdoulaye Wade.

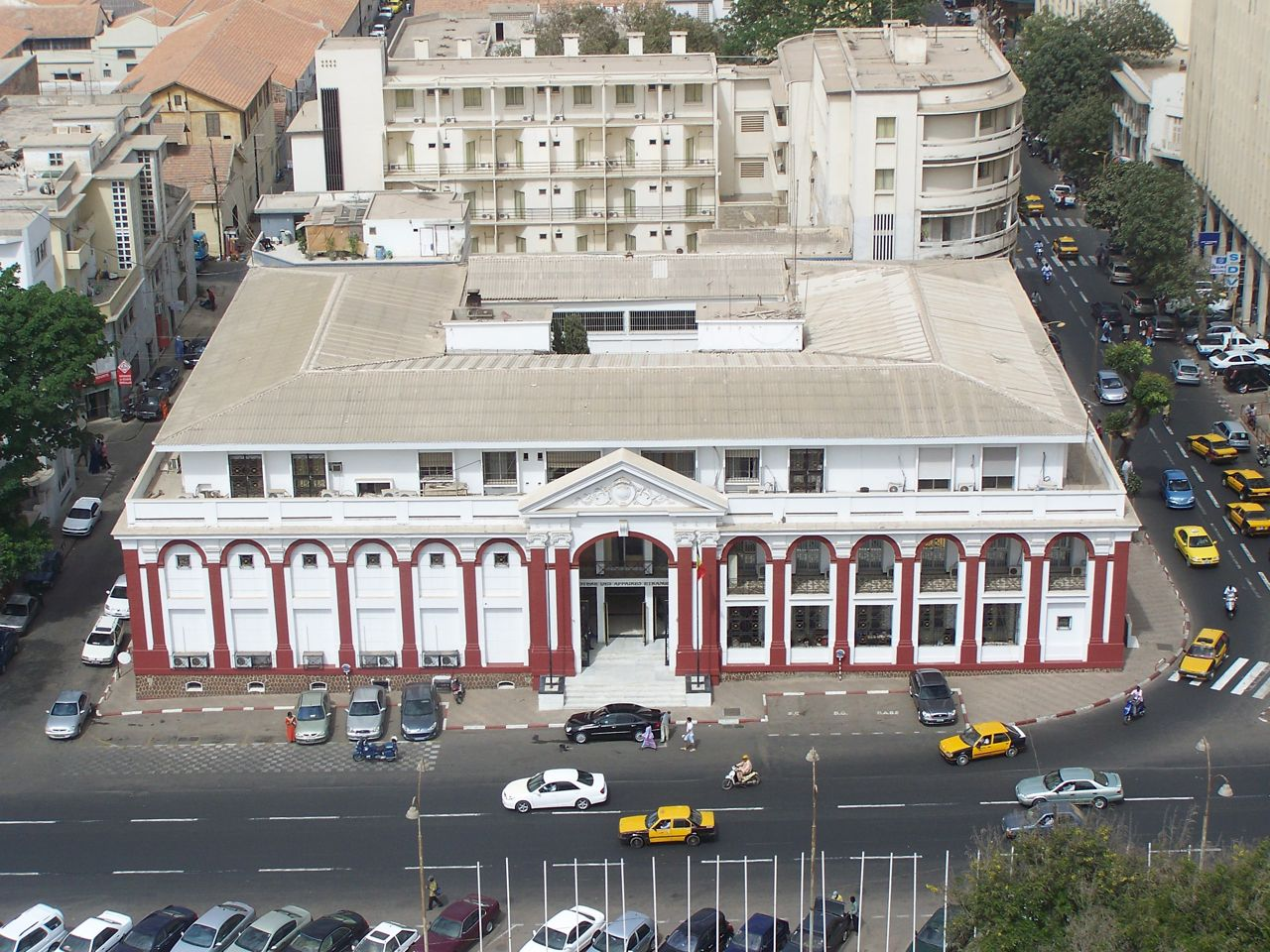
Le Ministère des Affaires étrangères sur la place de l'Indépendance à Dakar

## Relations avec les pays d'Europe

### Relations avec la Turquie
En août 2025, le Premier ministre sénégalais Ousmane Sonko se rend en Turquie pour un Forum économique turco-sénégalais. Il rencontre le président turc Recep Tayyip Erdoğan. Les échanges commerciaux entre les deux pays sont estimés à 450 millions de dollars et les deux pays souhaitent les monter jusqu'à 1 milliard de dollars, sans toutefois fixer de date pour cet objectif. Plusieurs accords sont signés dans les domaines de l'enseignement supérieur, de l'audiovisuel et de la coopération financière et militaire. Sonko met en avant l'industrie militaire turque et l'importance qu'une collaboration pourrait avoir pour le Sénégal.

### Relations avec l'Inde

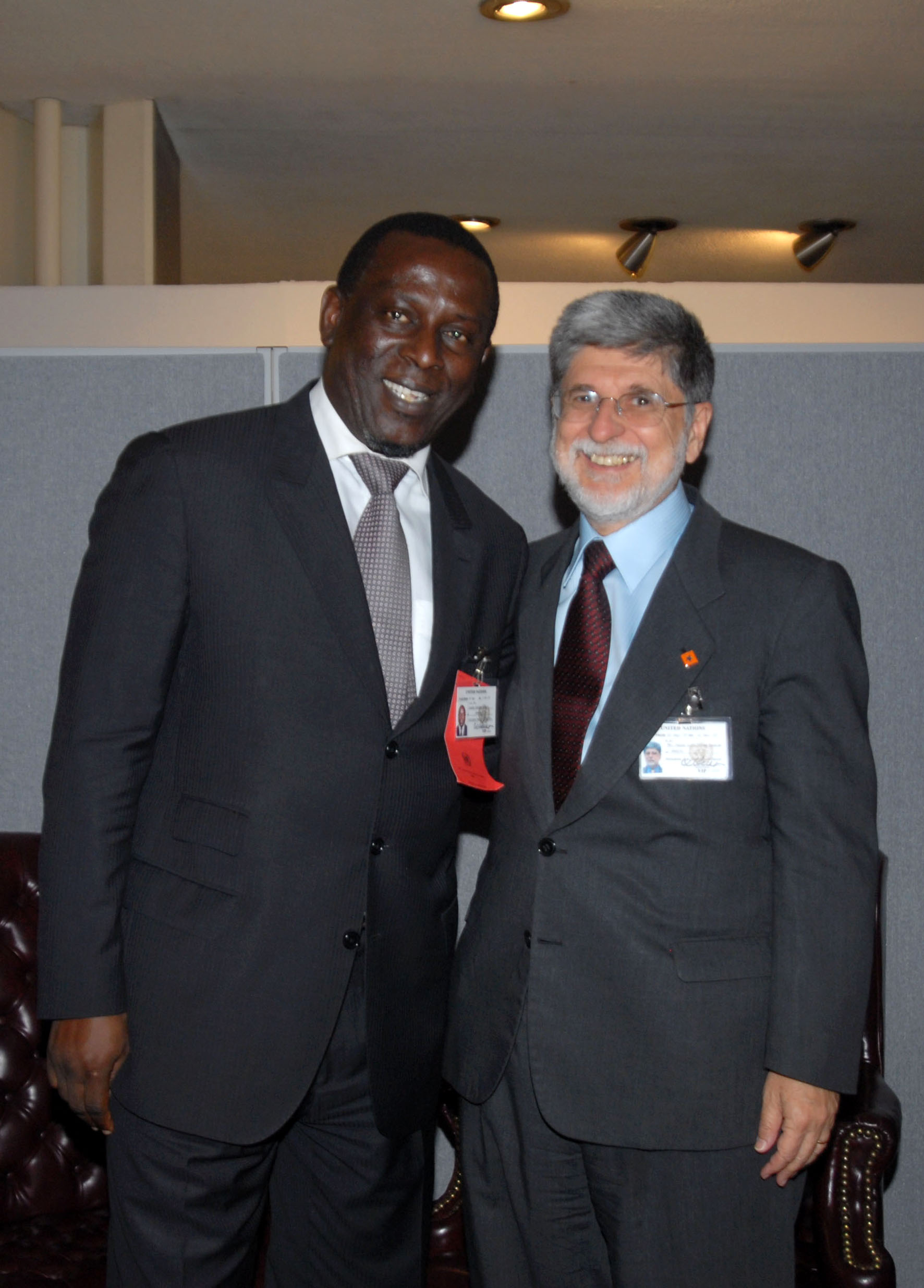
Le ministre des Affaires étrangères Cheikh Tidiane Gadio avec son homologue brésilien Celso Amorim au siège des Nations unies en septembre 2007

### Relations avec les États-Unis

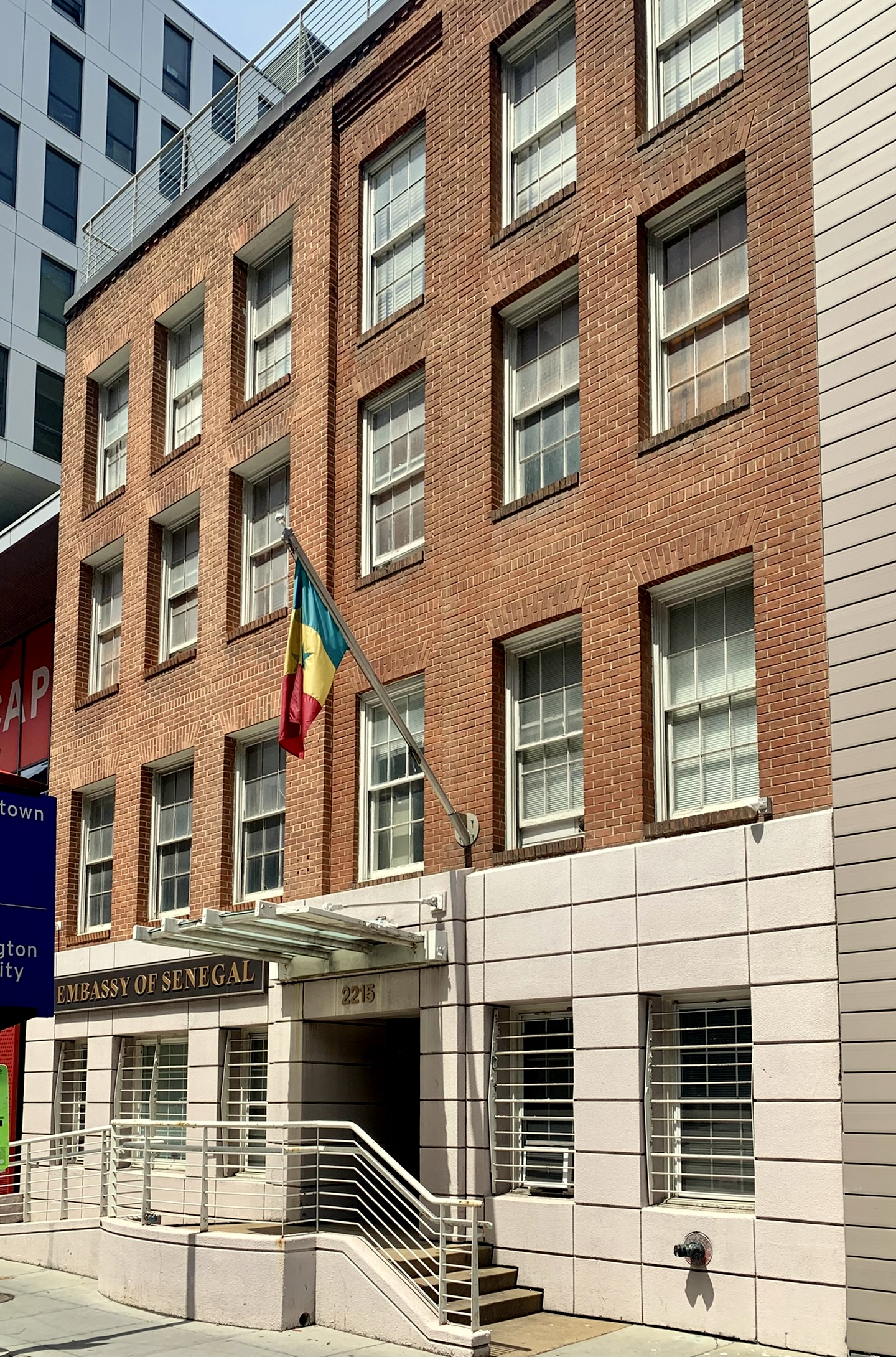
Ambassade du Sénégal à Washington

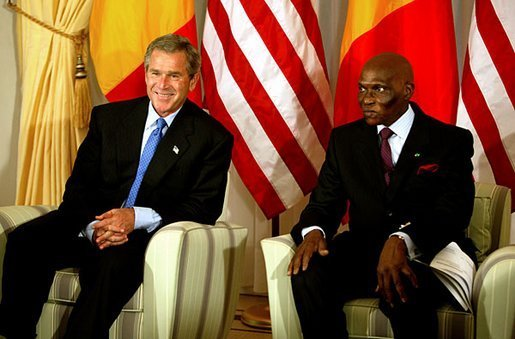
Les présidents George W. Bush et Abdoulaye Wade à Dakar le 8 juillet 2003